# Frágil (álbum de Ana Torroja)
Frágil, publicado el 4 de febrero de 2003, es el título del tercer álbum en español grabado en estudio de la carrera en solitario de la cantante Ana Torroja, después de "Pasajes de un sueño". 
Un álbum de la mano de Eric Mouquet, se presenta su propuesta pop más genuina y un encuentro con su sitio e identidad, transmitiendo canciones arregladas con gran esmero y con sonidos tanto acústicos como electrónicos de guitarras o violines. 
Ana susurra y canta a dúo con Saúl Hernández, del grupo mexicano Jaguares, y una versión de la popular canción de Pink Floyd, Wish you were here.
Este disco consolida a Ana como solista, que además recibe buenas críticas y optó al Grammy Latino como Mejor Álbum, fue ganador en los premios Shangay (España) (Mejor álbum del año 2003) y los Oye (México) (Mejor solista femenina). Vendió unas 70.000 copias.
Se presentó por primera vez sola en vivo en una breve gira por toda España y América Latina, esta es denominada Gira Frágil.
El álbum es una buena definición de música delicada y sugerente, y a pesar de ello, fuerte al lado de lo que hacía en Mecano.

## Lista de canciones
- Edición estándar:

| N.º | Título                                        | Escritor(es)                                                      | Duración |  |
| 1.  | «Con solo un beso»                            | Ana Torroja, E. Mouquet.                                          | 4:07     |  |
| 2.  | «Libélula»                                    | Ana Torroja, D. Bueno, A. Levin.                                  | 3:41     |  |
| 3.  | «Veinte mariposas» (Hidden like a secret)     | Josefina Sanner y K. Ribbing (adapt. J. Drexler, J. Wahisteen)    | 3:03     |  |
| 4.  | «Quién dice» (I really don't think so)        | T. Harris, M. Nelkin, J. Hartman (adapt. Ada Viola)               | 3:42     |  |
| 5.  | «Me basta con creer» (Mes prières)            | M. Nucci (adapt. Ana Torroja, E. Mouquet)                         | 3:43     |  |
| 6.  | «Frágil»                                      | Ana Torroja, E. Mouquet, A. Viola                                 | 3:48     |  |
| 7.  | «Solo por eso» (Rien que pour ça)             | T. Boccara, N. Brendel (adapt. Ada Viola)                         | 4:15     |  |
| 8.  | «El arte de llorar»                           | Fernando Montesinos                                               | 4:02     |  |
| 9.  | «Hoy igual que ayer» (dúo con Saúl Hernández) | J. Drexler, E. Mouquet                                            | 3:56     |  |
| 10. | «Cuatro días» (Would you like to know)        | T. Harris, M. Berntoft, A. Bagge (adapt. D. Beltrán y J. Drexler) | 2:49     |  |
| 11. | «Menos, más» (Vers ta voix)                   | T. Izzo, D. Cadieux (adapt. Ada Viola)                            | 3:08     |  |
| 12. | «Letras de sal»                               | J. Drexler, B. Sadvakassov                                        | 3:28     |  |
| 13. | «Wish you were here»                          | R. Waters, D. Gilmour                                             | 3:58     |  |
| 14. | «Con solo un beso» (Versión acústica)         | Ana Torroja, E. Mouquet.                                          | 4:03     |  |

## Canciones descartadas o inéditas
Antes de su publicación o salida en venta se exhibió 12 temas del disco. Sin embargo las canciones del proyecto pleno no aparecieron en la lista final. Títulos del precedente álbum en francés Ana Torroja (2001) tales como "Apprends moi" (Aprenderé o Enséñame) o "Et je rêve" (Yo sueño) existió la posibilidad de adaptación al castellano. Se sabe que la primera canción del álbum Frágil fue "Me basta con creer" que a su vez sería una versión de "Mes priéres" (Mis plegarias). También se recogió o incluyó otros cortes del galo como "Rien que pour ça" (Solo por eso) y "Vers ta voix" (Menos, más). Las canciones supuestas aparte de las mencionadas son:
- Protegida
- Y tu que no estás
- La noche que va
- Quise
- Juntos (Conversión del tema Ensemble)
- Libre (Conversión al español, que a su vez es cover de When dreams turn to dust)

Se especuló en un momento que también contendría temas en inglés y francés, sin embargo solo se incluyó una en inglés (la versión de Pink Floyd).

## Posiciones
| País   | Posición |
| ------ | -------- |
| España | 15       |

| País   | Certificación | Ventas         |
| ------ | ------------- | -------------- |
| España | Disco de Oro  | +70 000 copias |